# Gröngölsmåla
Gröngölsmåla este o arie protejată (arie specială de conservare — SAC, sit de importanță comunitară — SCI) din Suedia întinsă pe o suprafață de 1 ha, integral pe uscat.

## Localizare
Centrul sitului Gröngölsmåla este situat la coordonatele 56°21′55″N 15°21′19″E / 56.3652°N 15.3554°E.

## Înființare
Situl Gröngölsmåla a fost declarat sit de importanță comunitară în aprilie 2004 pentru a proteja un număr necunoscut de specii din flora spontană și fauna sălbatică aflate în arealul zonei. Situl a fost protejat și ca arie specială de conservare în martie 2011.

## Biodiversitate
Situată în ecoregiunea boreală, aria protejată conține 1 habitat natural: Păduri pe pante, grohotișuri și ravene de Tilio-Acerion.
La baza desemnării sitului se află un număr nedeclarat de specii protejate.